# Шпремберг
Шпремберг (нім. Spremberg)  — місто у Німеччині, у землі Бранденбург. 
Входить до складу району Шпрее-Найсе. Площа - 180,04 км². Офіційний код — 12 0 71 372. 
Офіційною мовою у населеному пункті, крім німецької, є лужицька. 
Такоже Шпремберг називають Перлиною Лужиці.

## Населення
Населення становить 21 749 ос. (станом на 31 грудня 2020).
- Динаміка населення з 1875 року в сучасних кордонах (Синя лінія: населення; Пунктир: відносна порівняльна динаміка населення землі Бранденбург; Сірий фон: період Третього рейху; Помаранчевий фон: період НДР)
- Динаміка населення (синя лінія) і прогнози

| Рік  | Населення |
| ---- | --------- |
| 1875 | 19 546    |
| 1890 | 20 239    |
| 1910 | 24 472    |
| 1925 | 27 178    |
| 1939 | 30 989    |
| 1950 | 27 879    |
| 1964 | 37 222    |

| Рік  | Населення |
| ---- | --------- |
| 1971 | 32 635    |
| 1981 | 30 565    |
| 1985 | 30 739    |
| 1990 | 29 665    |
| 1995 | 28 935    |
| 2000 | 28 160    |
| 2005 | 26 416    |

| Рік  | Населення |
| ---- | --------- |
| 2010 | 24 373    |
| 2015 | 22 232    |
| 2016 | 22 750    |
| 2017 | 22 456    |
| 2018 | 22 175    |
| 2019 | 21 998    |
| 2020 | 21 749    |

Джерела даних вказані на Wikimedia Commons.

## Галерея

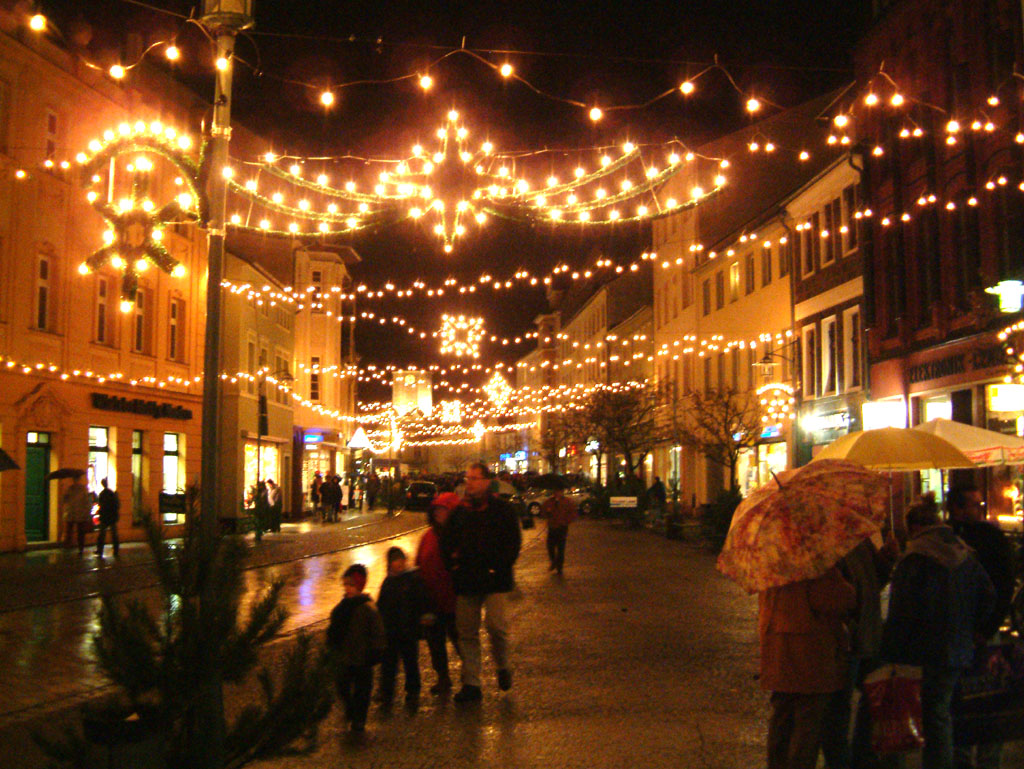
Фестиваль вогнів
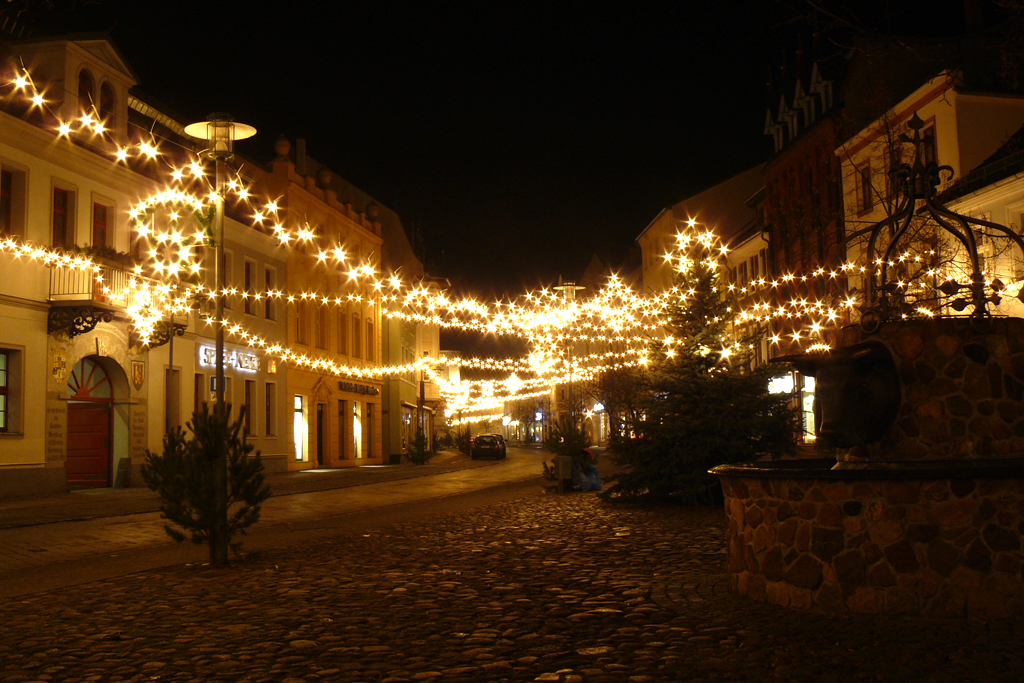
Фестиваль вогнів
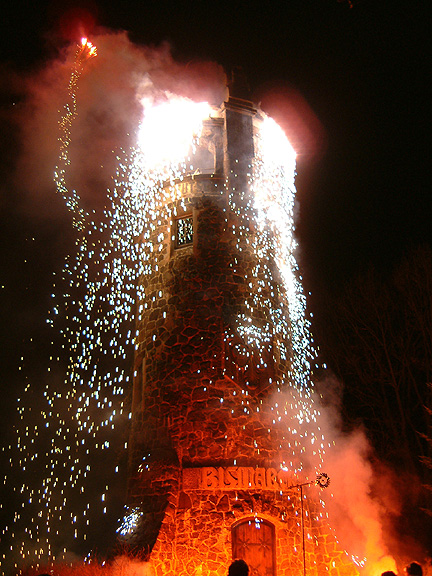
100-літній вогонь, 1 квітня 2003
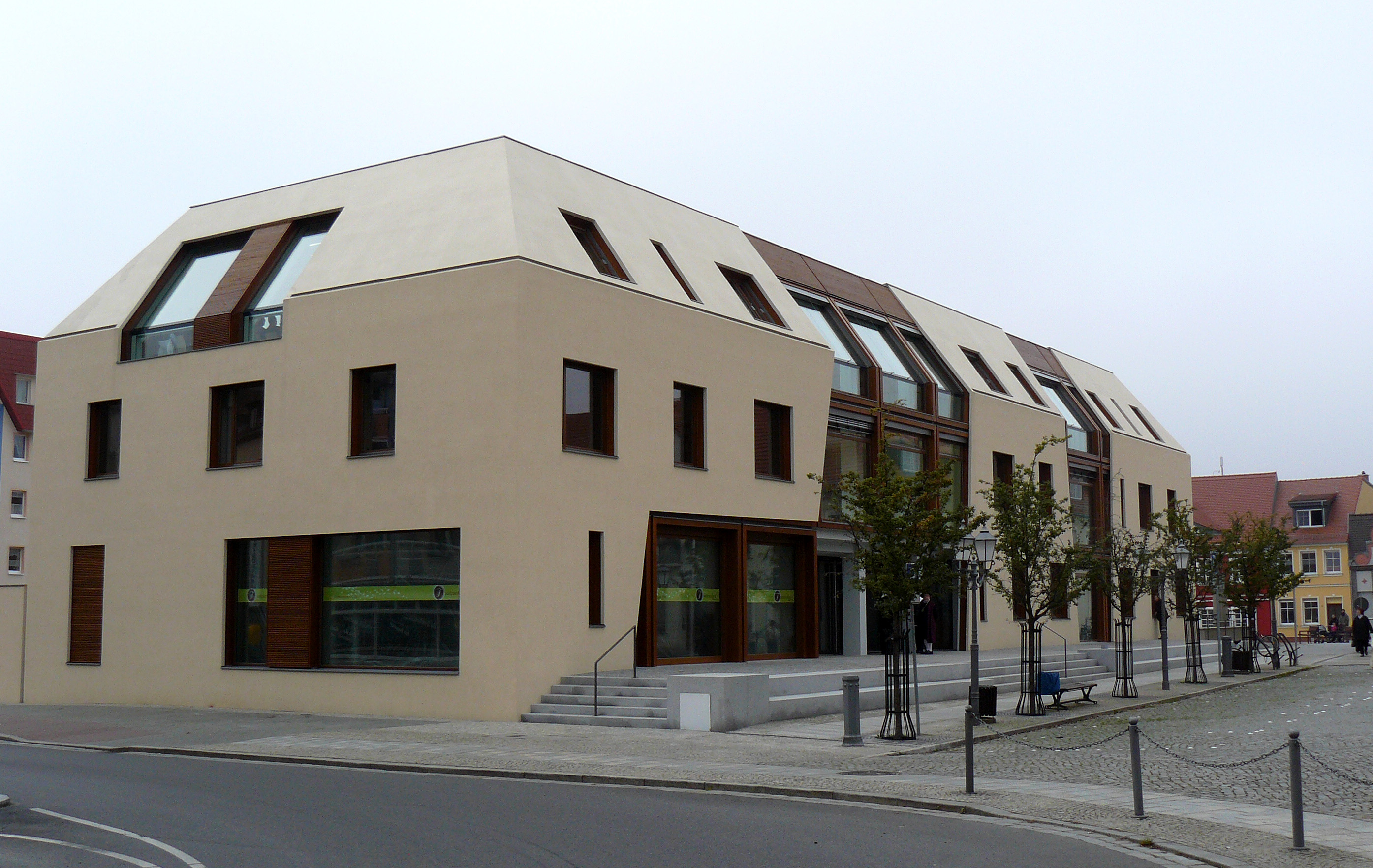
Бюргерхаус
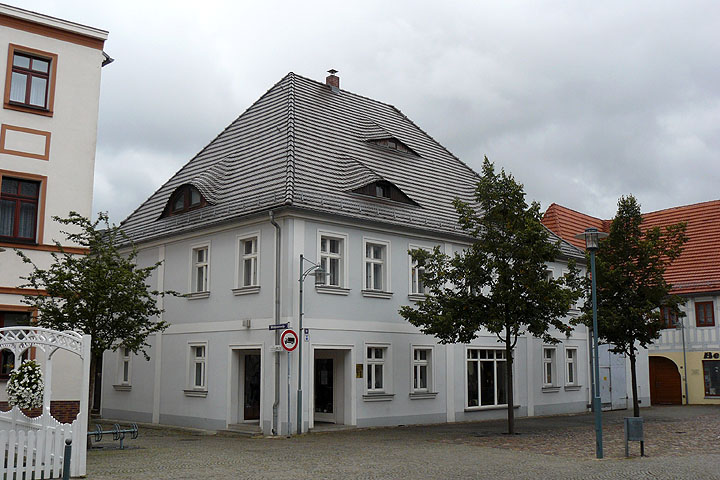
Бюргерхаус, вул. Ланге,31
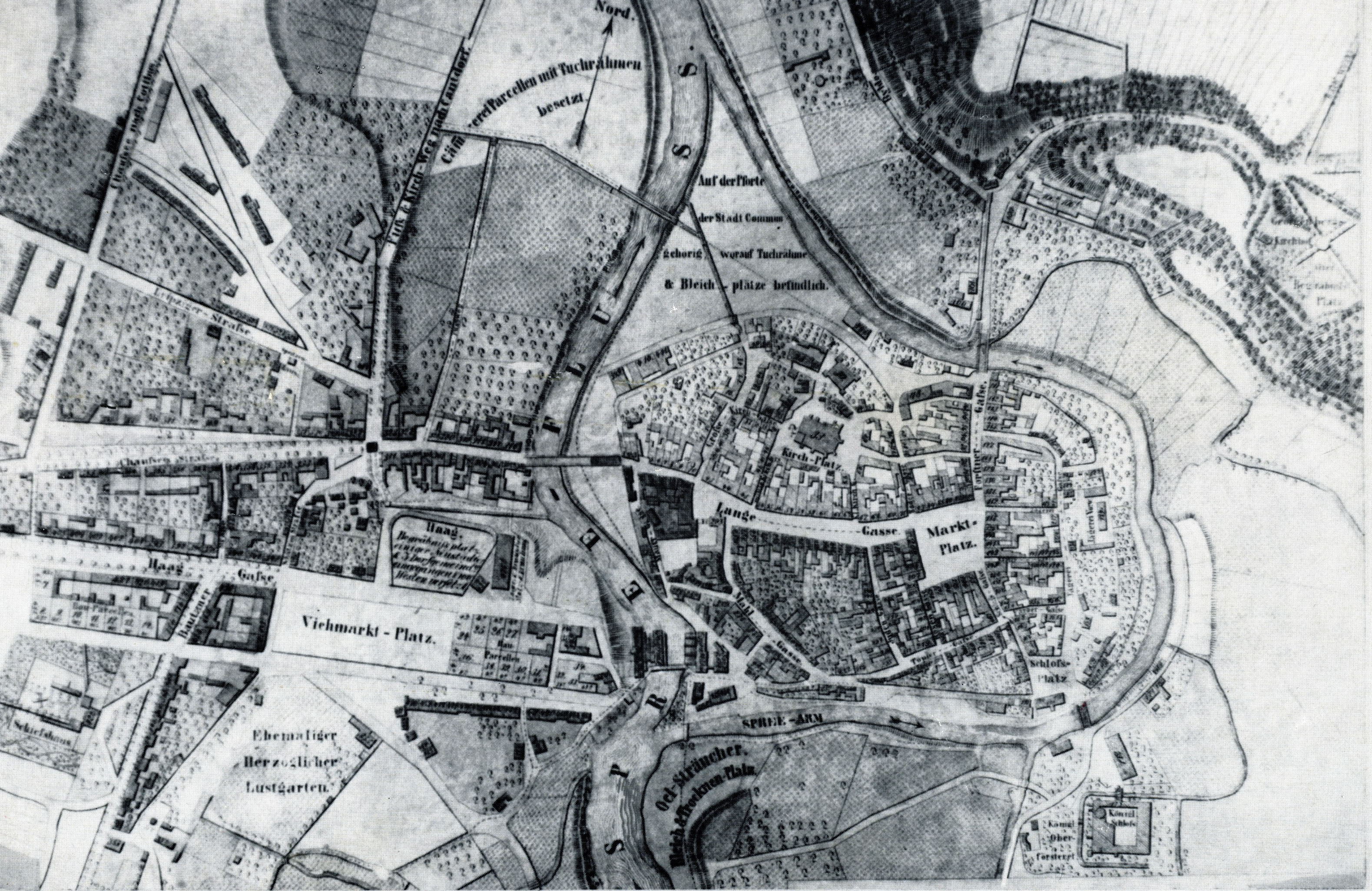
Старе місто, середина 19 ст.
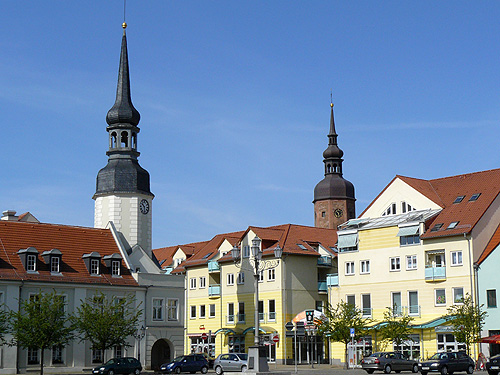
Площа ринок з ратушею та Церквою Хреста
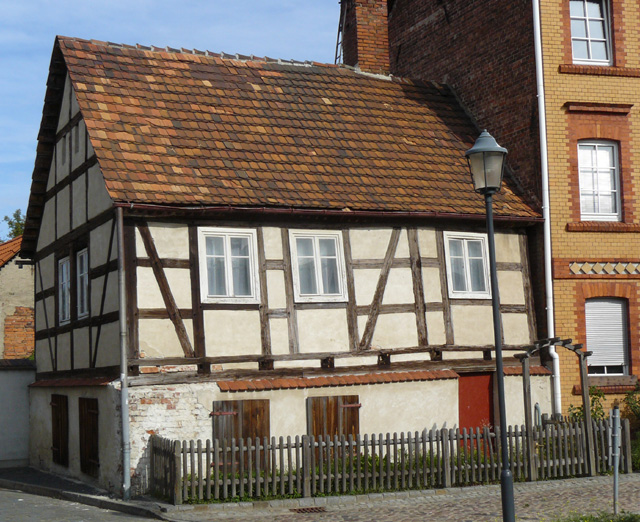
Найстаріший житловий будинок
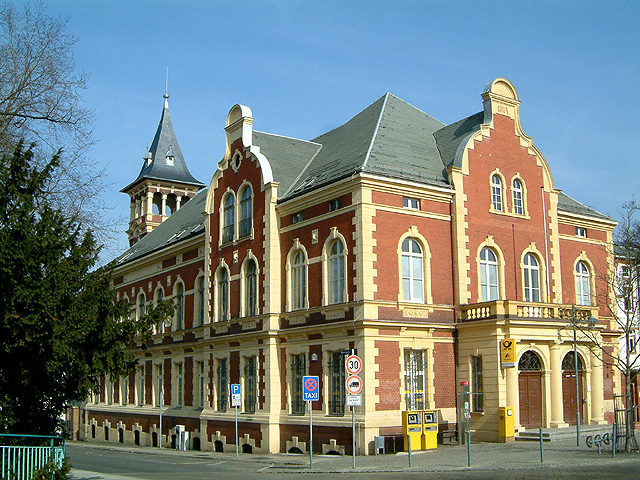
Поштамт
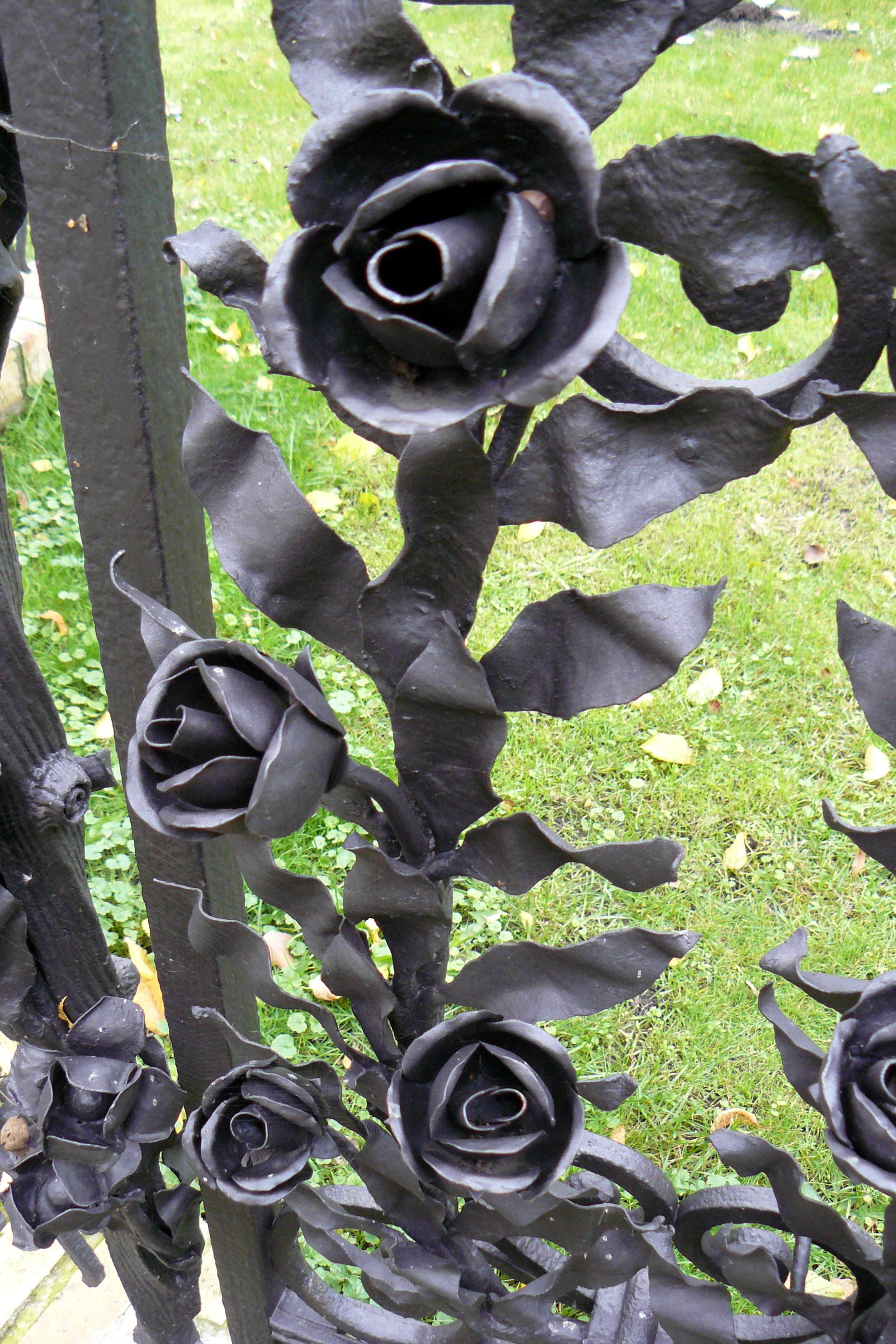
Кована троянда
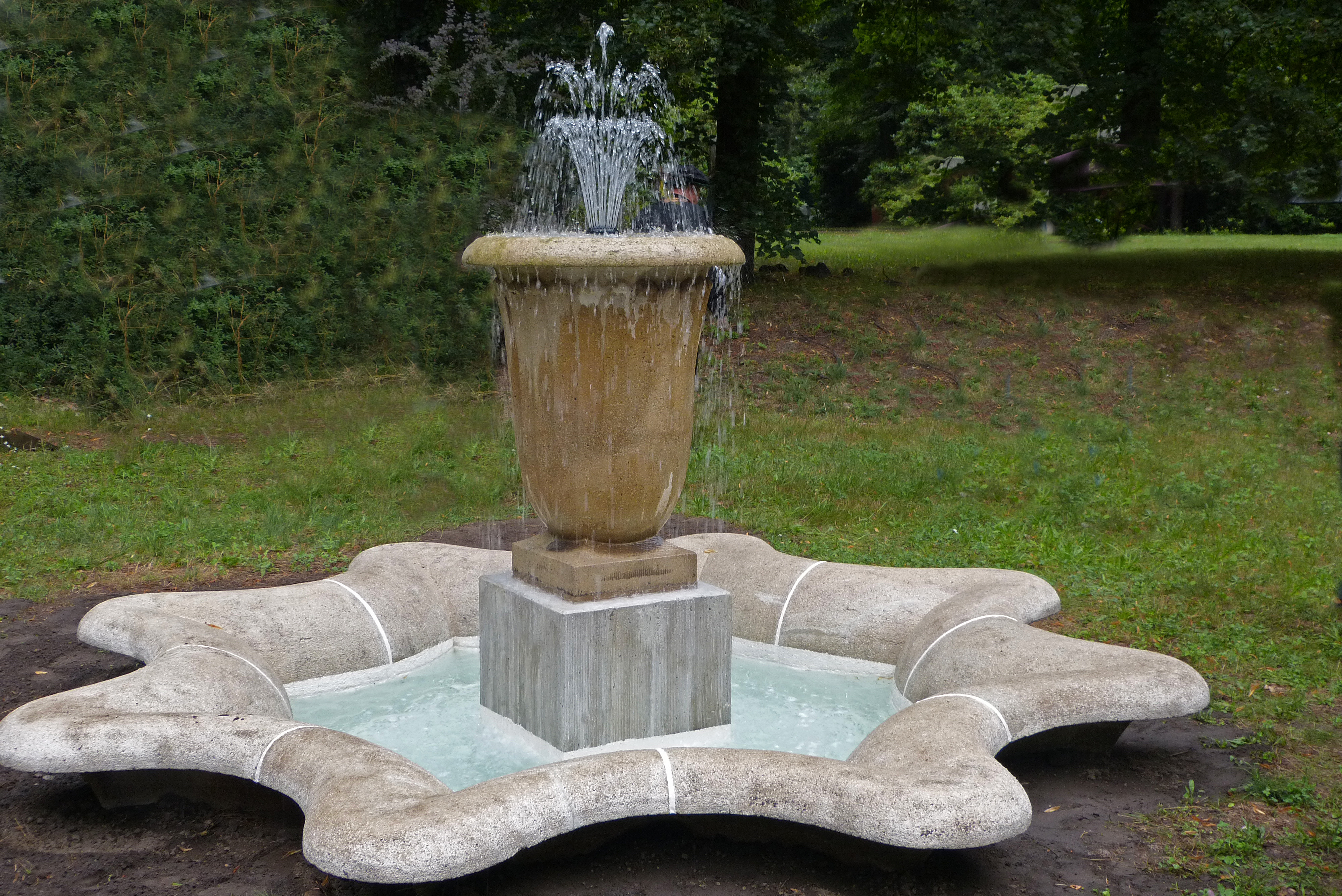
Лапідаріум